# Bárbara Franco Solana
Bárbara Andrea Franco Solana (Madrid, España, 4 de abril de 1974) es un nadadora retirada especializada en pruebas de estilo mariposa. Fue medalla de bronce en la prueba de 200 metros mariposa durante el Campeonato Europeo de Natación de 1993 y campeona de Europa en 200 metros mariposa durante el Campeonato Europeo de Natación en Piscina Corta de 1996.
Representó a España en los Juegos Olímpicos de Atlanta 1996 y Barcelona 1992.

## Palmarés internacional
| Campeonato Europeo de Natación                  | Campeonato Europeo de Natación | Campeonato Europeo de Natación | Campeonato Europeo de Natación |
| Año                                             | Lugar                          | Medalla                        | Prueba                         |
| ----------------------------------------------- | ------------------------------ | ------------------------------ | ------------------------------ |
| 1993                                            | Sheffield (Reino Unido)        | Medalla de bronce              | 200 m mariposa                 |
| Campeonato Europeo de Natación en Piscina Corta |                                |                                |                                |
| Año                                             | Lugar                          | Medalla                        | Prueba                         |
| 1996                                            | Rostock (Alemania)             | Medalla de oro                 | 200 m mariposa                 |